# Antoine Pinay
Antoine Pinay (Saint-Symphorien-sur-Coise, 1891. december 30. – Saint-Chamond, 1994. december 13.) francia vállalkozó, politikus, a Negyedik Francia Köztársaság 12. miniszterelnöke.

## Pályafutása
Felmenői a kalaposiparban dolgoztak, apja is szalmakalap készítő kisipari üzemet működtetett. Pinay a Marista atyáknál tanult Saint-Chamond-ban, de nem tette le az érettségi vizsgát. 1912-ben belépett az 5. tüzérezredbe. 1913-ban altiszt, majd ugyanabban az évben őrmester rangot kapott. A háborúban súlyosan megsebesült az első marne-i csatában, ezért rokkantnak nyilvánították és nyugdíjazták. Gyógyulása után apja bőrcserző üzemét vezette. Sokat tett a környék bőriparának fejlesztése, és modernizálása érdekében. 
1929-ben Saint-Chamond polgármesterévé választották. 1977-ig állt a város élén. 1936-ban Loire megye parlamenti képviselője, 1938–40-ig pedig szenátora. 1940. július 10-én Henri Philippe Pétain teljhatalmára szavazott. 1941-ben a Vichy-kormányba hívták, de 1942-ben lemondott minden tisztségéről és elhagyta a kormányt. Üldözött zsidókat és francia ellenállókat segített Svájcba és Algírba menekülni. 1946-ban újra a nemzetgyűlés tagja lett.
1951. július 12. és 1952. március 8. között közmunkaügyi és közlekedési miniszter René Pleven első és második, Henri Queuille harmadik, majd Edgar Faure első  kormányában. 
Vincent Auriol elnöksége idején 1952. március 8-án kormányt alakított, a közmunkaügyi és közlekedési tárcákat is megtartotta. Kormányzása idején aranyfedezetű nemzeti államkötvényeket bocsátottak ki, és sikeresen megfékezték az inflációt. 1952. május 27-én aláírták Párizsban az Európai Védelmi Közösségről szóló szerződést.
1955. február 23-án Faure második kormányában külügyminiszter lett. 1955. november 2. és 6. között Pinay és V. Mohammed marokkói király megtárgyalták és aláírták a La Celle-Saint-Cloud-i egyezményeket, amelyek Marokkó függetlenségéről és a szultán madagaszkári száműzetéséből való visszatéréséről szóltak.
Charles De Gaulle 1958-ban harmadik kormányának pénzügyminiszterévé nevezte ki. Működését az ország pénzügyi helyzetének egyensúlyban tartása jellemezte.  
1958 és 1969 között az Európai Parlamentben képviselte Franciaországot. Pályája kezdetén „kalapos embernek” hívták. Végül „a Saint-Chamond-i bölcsnek” nevezték, és számos politikus kérte ki tanácsát.

## Kapcsolódó szócikk
- Franciaország miniszterelnökeinek listája